# .mil
.mil је највиши интернет домен, који се стриктно додјељује веб страницама Оружаних снага САД. Један је од најстаријих интернет доменa и у употреби је од 1985. године.